# Урсерен
Урсерен (также Урсерн) — долина в верховьях реки Ройс в кантоне Ури, Швейцария.

## География
Расположена с юго-запада на северо-восток в кантоне Ури, от Реальпа до Хоспенталя и Андерматта.
Отделенный от главной долины Ури, долина соединяется с кантоном Вале через перевал Фурка, с кантоном Граубюнден через перевал Оберальп и с Тичино через перевал Сен-Готард.

## История
С 800 года долина принадлежала аббатству Дисентис с 800 года, до XII века была колонизирована поселенцами Вале.
С 1232 года Blutgericht принадлежал графам Рапперсвиля, в 1283 г. перешёл к дому Габсбургов, а в 1317 году — к местной знати Ури. В 1332 году между поселенцами и войсками аббатства в Оберальпе произошла стычка, в результате которой Дисентис потерпел поражение. Урсерен стал reichsfrei в 1382 году, а в 1410 году присоединился к кантону Ури и Швейцарскому союзу, сохранив привилегии в качестве независимой территории. В 1649 году Урсерен выкупил последние из оставшихся владений Дисентиса
В 1798 году Урсерен стал частью кантона Вальдштеттен Гельветической республики, а в 1803 году стал частью кантона Ури.
В 1946 годе были бунты над спорным проектом плотины, известной как Кравалл фон Андерматт, которая намеревалась затопить всю долину. Проект был предложен в 1941 году, после того как от первого проекта 1920 года пришлось отказаться. В 1946 году инженера Карла Фетца «выгнали за город», а офис архитектора был осквернен. В начале 1950-х от проекта отказались в пользу плотины Гёшенен. Проект так и не был реализован; вместо этого в 1960 году в верхней части долины Гёшенен было построено водохранилище Гёшенеральпзее.